# Pinalia
Pinalia es un género de plantas perteneciente a la familia de las orquídeas. En el pasado se consideraba sinónimo del género Eria, pero actualmente ha pasado a ser un nombre aceptado.

## Taxonomía
El género fue descrito por John Lindley y publicado en Prodr. Fl. Nepal. 31, in syn. (1825);

## Especies
1. Pinalia acervata  (Lindl.) Kuntze, Revis. Gen. Pl. 2: 679 (1891)
2. Pinalia acutifolia  (Lindl.) Kuntze, Revis. Gen. Pl. 2: 679 (1891)
3. Pinalia acutissima  (Rchb.f.) Ormerod, Malesian Orchid J. 7: 85 (2011)
4. Pinalia affinis  (Griff.) Ormerod, Taiwania 57: 124 (2012)
5. Pinalia amica  (Rchb.f.) Kuntze, Revis. Gen. Pl. 2: 679 (1891)
6. Pinalia angustifolia  J.J.Wood, Malesian Orchid J. 4: 25 (2009)
7. Pinalia appendiculata  (Blume) Kuntze, Revis. Gen. Pl. 2: 679 (1891)
8. Pinalia baeuerleniana  (Kraenzl.) Ormerod, Malesian Orchid J. 7: 85 (2011)
9. Pinalia barbifrons  (Kraenzl.) W.Suarez & Cootes, Orchideen J. 16: 70 (2009)
10. Pinalia bicolor  (Lindl.) Kuntze, Revis. Gen. Pl. 2: 679 (1891)
11. Pinalia bicristata  (Blume) Kuntze, Revis. Gen. Pl. 2: 679 (1891)
12. Pinalia bipunctata  (Lindl.) Kuntze, Revis. Gen. Pl. 2: 679 (1891)
13. Pinalia bractescens  (Lindl.) Kuntze, Revis. Gen. Pl. 2: 679 (1891)
14. Pinalia brownei  (Braid) Ormerod, Taiwania 57: 124 (2012)
15. Pinalia carnicolor  (Ames) W.Suarez & Cootes, Orchideen J. 16: 70 (2009)
16. Pinalia cepifolia  (Ridl.) J.J.Wood, Orchids Mount Kinabalu 2: 490 (2011)
17. Pinalia compacta  (Ames) W.Suarez & Cootes, Orchideen J. 16: 70 (2009)
18. Pinalia concolor  (E.C.Parish & Rchb.f.) Kuntze, Revis. Gen. Pl. 2: 679 (1891)
19. Pinalia conferta  (S.C.Chen & Z.H.Tsi) S.C.Chen & J.J.Wood, in Fl. China 25: 354 (2009)
20. Pinalia connata  (J.Joseph, S.N.Hegde & Abbar.) Ormerod & E.W.Wood, Harvard Pap. Bot. 15: 351 (2010)
21. Pinalia copelandii  (Leav.) W.Suarez & Cootes, Orchideen J. 16: 70 (2009)
22. Pinalia curranii  (Leav.) W.Suarez & Cootes, Orchideen J. 16: 70 (2009)
23. Pinalia cycloglossa  (Schltr.) Ormerod, Malesian Orchid J. 7: 85 (2011)
24. Pinalia cylindrostachya  (Ames) W.Suarez & Cootes, Orchideen J. 16: 70 (2009)
25. Pinalia dagamensis  (Ames) W.Suarez & Cootes, Orchideen J. 16: 70 (2009)
26. Pinalia dasypus  (Rchb.f.) Kuntze, Revis. Gen. Pl. 2: 679 (1891)
27. Pinalia daymaniana  Ormerod, Malesian Orchid J. 7: 78 (2011)
28. Pinalia densa  (Ridl.) W.Suarez & Cootes, Orchideen J. 16: 71 (2009)
29. Pinalia donnaiensis  (Gagnep.) S.C.Chen & J.J.Wood, in Fl. China 25: 356 (2009)
30. Pinalia elata  (Hook.f.) Kuntze, Revis. Gen. Pl. 2: 679 (1891)
31. Pinalia erecta  (Blume) Kuntze, Revis. Gen. Pl. 2: 679 (1891)
32. Pinalia eriopsidobulbon  (E.C.Parish & Rchb.f.) Kuntze, Revis. Gen. Pl. 2: 679 (1891)
33. Pinalia excavata  (Lindl.) Kuntze, Revis. Gen. Pl. 2: 679 (1891)
34. Pinalia fitzalanii  (F.Muell.) Kuntze, Revis. Gen. Pl. 2: 679 (1891)
35. Pinalia flavescens  (Blume) Kuntze, Revis. Gen. Pl. 2: 679 (1891)
36. Pinalia floribunda  (Lindl.) Kuntze, Revis. Gen. Pl. 2: 679 (1891)
37. Pinalia formosana  (Rolfe) Ormerod, Malesian Orchid J. 7: 85 (2011)
38. Pinalia glabra  (Schltr.) Ormerod, Malesian Orchid J. 7: 85 (2011)
39. Pinalia graciliscapa  (Rolfe) J.J.Wood, Malesian Orchid J. 4: 28 (2009)
40. Pinalia graminifolia  (Lindl.) Kuntze, Revis. Gen. Pl. 2: 679 (1891)
41. Pinalia hutchinsoniana  (Ames) W.Suarez & Cootes, Orchideen J. 16: 70 (2009)
42. Pinalia jarensis  (Ames) W.Suarez & Cootes, Orchideen J. 16: 71 (2009)
43. Pinalia kingii  (F.Muell.) Kuntze, Revis. Gen. Pl. 2: 679 (1891)
44. Pinalia lancifolia  (Hook.f.) Kuntze, Revis. Gen. Pl. 2: 679 (1891)
45. Pinalia lancilabris  (Schltr.) Ormerod, Malesian Orchid J. 7: 85 (2011)
46. Pinalia lanuginosa  (J.J.Wood) J.J.Wood, Malesian Orchid J. 5: 88 (2010)
47. Pinalia latibracteata  (Ridl.) J.J.Wood, Orchids Mount Kinabalu 2: 492 (2011)
48. Pinalia latiuscula  (Ames & C.Schweinf.) J.J.Wood, Orchids Mount Kinabalu 2: 492 (2011)
49. Pinalia leavittii  (Kraenzl.) W.Suarez & Cootes, Orchideen J. 16: 70 (2009)
50. Pinalia leucantha  Kuntze, Revis. Gen. Pl. 2: 679 (1891)
51. Pinalia lineata  (Lindl.) Kuntze, Revis. Gen. Pl. 2: 679 (1891)
52. Pinalia lineoligera  (Rchb.f.) Ormerod, Taiwania 57: 124 (2012)
53. Pinalia longicruris  (Leav.) W.Suarez & Cootes, Orchideen J. 16: 70 (2009)
54. Pinalia longilabris  (Lindl.) W.Suarez & Cootes, Orchideen J. 16: 70 (2009)
55. Pinalia longlingensis  (S.C.Chen) S.C.Chen & J.J.Wood, in Fl. China 25: 354 (2009)
56. Pinalia lyonii  (Leav.) W.Suarez & Cootes, Orchideen J. 16: 70 (2009)
57. Pinalia maboroensis  (Schltr.) Ormerod, Malesian Orchid J. 7: 85 (2011)
58. Pinalia macera  (Ames) W.Suarez & Cootes, Orchideen J. 16: 70 (2009)
59. Pinalia mafuluensis  Ormerod, Malesian Orchid J. 7: 78 (2011)
60. Pinalia maingayi  (Hook.f.) Kuntze, Revis. Gen. Pl. 2: 679 (1891)
61. Pinalia maquilingensis  (Ames) W.Suarez & Cootes, Orchideen J. 16: 70 (2009)
62. Pinalia merrittii  (Ames) W.Suarez & Cootes, Orchideen J. 16: 70 (2009)
63. Pinalia microchila  (Ames) W.Suarez & Cootes, Orchideen J. 16: 70 (2009)
64. Pinalia microglossa  (Schltr.) Ormerod, Malesian Orchid J. 7: 85 (2011)
65. Pinalia multiflora  (Blume) Kuntze, Revis. Gen. Pl. 2: 679 (1891)
66. Pinalia myristiciformis  (Hook.) Kuntze, Revis. Gen. Pl. 2: 679 (1891)
67. Pinalia mysorensis  (Lindl.) Kuntze, Revis. Gen. Pl. 2: 679 (1891)
68. Pinalia obesa  (Lindl.) Kuntze, Revis. Gen. Pl. 2: 679 (1891)
69. Pinalia obvia  (W.W.Sm.) S.C.Chen & J.J.Wood, in Fl. China 25: 357 (2009)
70. Pinalia ovata  (Lindl.) W.Suarez & Cootes, Orchideen J. 16: 71 (2009)
71. Pinalia pachyphylla  (Aver.) S.C.Chen & J.J.Wood, in Fl. China 25: 355 (2009)
72. Pinalia pachystachya  (Lindl.) Kuntze, Revis. Gen. Pl. 2: 679 (1891)
73. Pinalia pandurata  (Schltr.) Ormerod, Malesian Orchid J. 7: 85 (2011)
74. Pinalia philippinensis  (Ames) W.Suarez & Cootes, Orchideen J. 16: 71 (2009)
75. Pinalia polystachya  (A.Rich.) Kuntze, Revis. Gen. Pl. 2: 679 (1891)
76. Pinalia polyura  (Lindl.) Kuntze, Revis. Gen. Pl. 2: 679 (1891)
77. Pinalia profusa  (Lindl.) Kuntze, Revis. Gen. Pl. 2: 679 (1891)
78. Pinalia puguahaanensis  (Ames) W.Suarez & Cootes, Orchideen J. 16: 71 (2009)
79. Pinalia pumila  (Lindl.) Kuntze, Revis. Gen. Pl. 2: 679 (1891)
80. Pinalia punctata  (J.J.Sm.) J.J.Wood, Orchids Mount Kinabalu 2: 493 (2011)
81. Pinalia quinquangularis  (J.J.Sm.) Ormerod, Malesian Orchid J. 7: 85 (2011)
82. Pinalia quinquelamellosa  (Tang & F.T.Wang) S.C.Chen & J.J.Wood, in Fl. China 25: 356 (2009)
83. Pinalia ramosa  (Ames) W.Suarez & Cootes, Orchideen J. 16: 71 (2009)
84. Pinalia recurvata  (Hook.f.) Kuntze, Revis. Gen. Pl. 2: 679 (1891)
85. Pinalia rhodoptera  (Rchb.f.) W.Suarez & Cootes, Orchideen J. 16: 70 (2009)
86. Pinalia rhynchostyloides  (O'Brien) Y.P.Ng & P.J.Cribb, Orchid Rev. 113: 272 (2005)
87. Pinalia rimannii  (Rchb.f.) Kuntze, Revis. Gen. Pl. 2: 679 (1891)
88. Pinalia ringens  (Rchb.f.) Kuntze, Revis. Gen. Pl. 2: 679 (1891)
89. Pinalia saccifera  (Hook.f.) Kuntze, Revis. Gen. Pl. 2: 679 (1891)
90. Pinalia semirepens  Ormerod, Malesian Orchid J. 7: 81 (2011)
91. Pinalia senilis  (Ames) W.Suarez & Cootes, Orchideen J. 16: 70 (2009)
92. Pinalia serrulata  Ormerod, Malesian Orchid J. 7: 81 (2011)
93. Pinalia shanensis  (King & Pantl.) Ormerod, Taiwania 57: 124 (2012)
94. Pinalia sharmae  (H.J.Chowdhery, G.S.Giri & G.D.Pal) A.N.Rao, Bull. Arunachal Forest Res. 26: 104 (2010)
95. Pinalia shiuyingiana  Ormerod & E.W.Wood, Harvard Pap. Bot. 15: 349 (2010)
96. Pinalia spicata  (D.Don) S.C.Chen & J.J.Wood, in Fl. China 25: 354 (2009)
97. Pinalia stricta  (Lindl.) Kuntze, Revis. Gen. Pl. 2: 679 (1891)
98. Pinalia sublobulata  Ormerod, Malesian Orchid J. 7: 81 (2011)
99. Pinalia szetschuanica  (Schltr.) S.C.Chen & J.J.Wood, in Fl. China 25: 356 (2009)
100. Pinalia taylorii  (Ames) W.Suarez & Cootes, Orchideen J. 16: 71 (2009)
101. Pinalia tenuiflora  (Ridl.) J.J.Wood, Orchids Mount Kinabalu 2: 494 (2011)
102. Pinalia tricolor  (Thwaites) Kuntze, Revis. Gen. Pl. 2: 679 (1891)
103. Pinalia tridens  (Ames) W.Suarez & Cootes, Orchideen J. 16: 71 (2009)
104. Pinalia trilophota  (Lindl. ex B.D.Jacks.) Ormerod, Taiwania 57: 124 (2012)
105. Pinalia truncicola  (Schltr.) Ormerod, Malesian Orchid J. 7: 85 (2011)
106. Pinalia vagans  (Schltr.) Ormerod, Malesian Orchid J. 7: 85 (2011)
107. Pinalia ventricosa  (Leav.) W.Suarez & Cootes, Orchideen J. 16: 71 (2009)
108. Pinalia woodiana  (Ames) W.Suarez & Cootes, Orchideen J. 16: 70 (2009)
109. Pinalia xanthocheila  (Ridl.) W.Suarez & Cootes, Orchideen J. 16: 70 (2009)
110. Pinalia yunnanensis  (S.C.Chen & Z.H.Tsi) S.C.Chen & J.J.Wood, in Fl. China 25: 355 (2009)